# Чувашова, Наталья Петровна
Наталья Петровна Чувашова (1916—2003) — советский передовик производства в сельском хозяйстве. Депутат Верховного Совета РСФСР 5-го созыва (1959—1963). Герой Социалистического Труда (1960).

## Биография
Родилась в селе Арамиль Екатеринбургского уезда Пермской губернии в бедной крестьянской семье.
Отец Н. П. Чувашовой погиб во время гражданской войны, мать жила в селе Дебёсы и батрачила у зажиточных селян.
С 1929 года, с тринадцати лет Н. П. Чувашова начала свою трудовую деятельность наёмной работницей в состоятельной крестьянской семье. С 1931 по 1935 годы работала — телятницей в коммуне «Муравейник», а позже устроилась в колхоз имени В. И. Ленина. С 1935 по 1936 годы — обучалась на курсах районной колхозной школы. С 1936 по 1939 годы работала — телятницей колхоза имени В. И. Ленина. С 1939 по 1941 годы училась в Ижевском сельскохозяйственном техникуме, и после окончания техникума с 1941 по 1942 годы вновь работала телятницей в колхозе имени В. И. Ленина.
В декабре 1942 года добровольно ушла в действующую армию для участие в войне, позже Н. П. Чувашову официально призвали в ряды РККА. Участник Великой Отечественной войны с 1943 по 1945 годы — красноармеец Н. П. Чувашова служила старшим разведчиком и телефонистом в составе 361-го зенитного артиллерийского полка противовоздушной обороны Северный фронт Северного Фронта, оборонявшем Мурманск.
С 1945 года после демобилизации из рядов Советской армии, Н. П. Чувашова вернулась в село Дебёсы, где продолжила работать в колхозе имени В. И. Ленина — заведующей животноводческой фермой. С 1950 года по личной просьбе Н. П. Чувашовой она была переведена в доярки. Н. П. Чувашова работая дояркой добилась высоких производственных успехов, и уже в 1957 году получила — 3715 килограммов молока в год от каждой из закреплённых за ней коров.
20 июня 1958 года Указом Президиума Верховного Совета СССР «за выдающиеся заслуги в труде и за достижение высоких показателей в животноводстве в 1957 году» Наталья Петровна Чувашова была награждена Орденом Ленина.
В 1959 году Н. П. Чувашова стала инициатором социалистического соревнования среди доярок Удмуртской АССР по повышению надоев и снижения себестоимости молока. Н. П. Чувашова стала победителем социалистического соревнования, надоив — 5683 килограммов молока и получив снижение себестоимости центнера молока до сорока трёх рублей.
7 марта 1960 года Указом Президиума Верховного Совета СССР «в ознаменование 50-летия Международного женского дня, за выдающиеся достижения в труде и особо плодотворную общественную деятельность» Наталья Петровна Чувашова была удостоена звания Героя Социалистического Труда с вручением Ордена Ленина и золотой медали «Серп и Молот».
С 1961 по 1967 годы Н. П. Чувашова работала — заведующей молочно-товарной фермой, телятницей и техником-осеменатором в колхозе имени В. И. Ленина Дебёсского района.
Н. П. Чувашова неоднократно избиралась членом Дебёсского райкома КПСС и депутатом Дебёсского районного Совета народных депутатов. Депутат Верховного Совета РСФСР 5-го созыва (1959—1963), делегат XXI съезда КПСС (1959).
С 1967 года Н. П. Чувашова вышла на заслуженный отдых.
Скончалась 24 ноября 2003 года. Похоронена в селе Дебёсы Дебёсского района Удмуртской республики.

## Награды
- Медаль «Серп и Молот» (7.03.1960)
- Орден Ленина (20.06.1958, 7.03.1960)
- Орден Отечественной войны II степени (6.04.1985)
- Орден Трудового Красного Знамени
- Медаль «За оборону Советского Заполярья»
- Медаль «За победу над Германией в Великой Отечественной войне 1941—1945 гг.»
- Медаль «За доблестный труд в Великой Отечественной войне 1941—1945 гг.»
- Медаль «В ознаменование 100-летия со дня рождения Владимира Ильича Ленина»

### Звание
- Почётный гражданин Дебёсского района (15.10.1999 — «За многолетний производительный труд, за высокие трудовые достижения в сельском хозяйстве района, активное участие в защите Родины, воспитании молодого поколения»).

## Ссылка
- Леконцева А. В. Чувашова Наталья Петровна. Она выбрала родину как главную ценность. Храм Святой Троицы с. Дебёсы. Официальный приходской сайт (25 сентября 1919). Дата обращения: 19 апреля 2020.